# Гаврино (Великоустюгский район)
Гаврино — деревня в Великоустюгском районе Вологодской области.
Входит в состав Усть-Алексеевского сельского поселения, с точки зрения административно-территориального деления — в Усть-Алексеевский сельсовет.
Расстояние по автодороге до районного центра Великого Устюга — 65 км, до центра муниципального образования Усть-Алексеево — 13 км. Ближайшие населённые пункты — Слудка, Новое Рожково, Усов Починок.
По переписи 2002 года население — 6 человек.
В этом месте река Луза впадает в реку Юг.